# Albulae
Albulae est le nom d'une cité romaine antique de la Maurétanie césarienne, dont les ruines sont situées sous la ville actuelle de Aïn Témouchent en Algérie.
Ce nom est attribué à un siège titulaire catholique, désignant le diocèse antique disparu, attesté au Ve siècle à l'emplacement de Aïn Témouchent.